# Фроэх мак Финдхада

Королевства и народы в Ирландии в конце V века

Фроэх мак Финдхада (Фраэх мак Финката; др.‑ирл. Fróech mac Findchada, Fráech mac Fincatha; погиб в 495) — король Лейнстера (485—495) из рода Уи Гаррхон (части Дал Мессин Корб).

## Биография
Фроэх был сыном Финдхада мак Гаррху, после гибели которого в 485 году унаследовал престол Лейнстера. В отличие от отца, Фроэх упоминается в королевских списках, сохранившихся в составе «Лейнстерской книги». В них сообщается, что он правил 11 лет. Однако здесь он назван преемником Кримтанна мак Эндая, что противоречит данным ирландских анналов. В «Хронике скоттов» Фроэх упоминается как король Южного Лейнстера, что, вероятно, может свидетельствовать о разделении королевской власти в это время между несколькими правителями.
Правление Фроэха мак Финдхада совпало с активизацией военной деятельности членов рода Уи Нейллов, желавших расширить свои владения за счёт земель Лейнстера. Ирландские анналы сообщают о поражении, которое лейнстерцы потерпели в 494 году в сражении с Кайрпре мак Нейллом. Местом битвы хроники называют Тайльтиу в Бреге, однако современные историки считают, что в действительности сражение произошло значительно западнее от этого места, на землях современного графства Мит. В следующем году Фроэх мак Финдхада потерпел от Уи Нейллов ещё одно поражение: в сражении при Гранайрете (современном Гранарде) он был разбит сыном Кайрпре Эоху и пал на поле боя. Эти победы позволили Кайрпре мак Нейллу и его потомкам отторгнуть от Лейнстера большие территории и основать на землях Тетбы собственное королевство.
После гибели Фроэха мак Финдхады род Уи Гаррхон перестал быть одним из влиятельнейших семейств Лейнстера. В дальнейшем его главы считались только правителями «подчинённого племени», находившимися в зависимости от лейнстерских королей из Уи Хеннселайг и Уи Дунлайнге. Новым королём Лейнстера стал Илланн мак Дунлайнге.